# Église Sainte-Colombe de Clion
Pour les articles homonymes, voir Église Sainte-Colombe et Sainte Colombe.
L'église Sainte-Colombe de Clion est une église catholique française. Elle est située sur le territoire de la commune de Clion, dans le département de l'Indre, en région Centre-Val de Loire.

## Situation
L'église se trouve dans la commune de Clion, à l'ouest du département de l'Indre, en région Centre-Val de Loire. Elle est située dans la région naturelle du Boischaut Nord. L'église dépend de l'archidiocèse de Bourges, du doyenné de Brenne-Touraine et de la paroisse de Châtillon-sur-Indre.

## Histoire
L'église fut construite au XVe siècle.
L'édifice est inscrit au titre des monuments historiques, le 31 mai 1956.